# Asota ficus
Asota ficus là một loài bướm đêm trong họ Erebidae. Chúng được tìm thấy ở Afghanistan, Bangladesh, Trung Quốc, Ấn Độ, Indonesia (Sumatra), Lào, Myanma, Nepal, Pakistan, Sri Lanka, Thái Lan và miền bắc Việt Nam. Sải cánh trung bình của loài bướm này xấp xỉ 67 mm.

## Hình ảnh

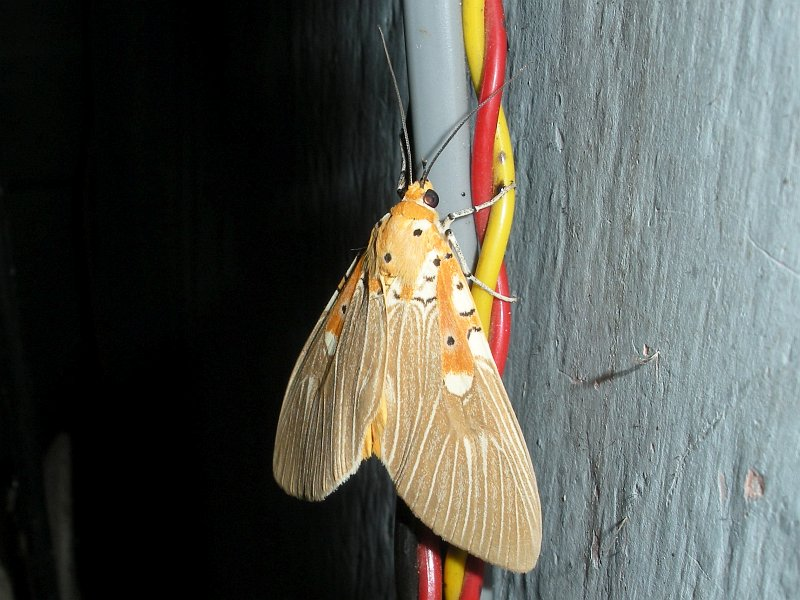
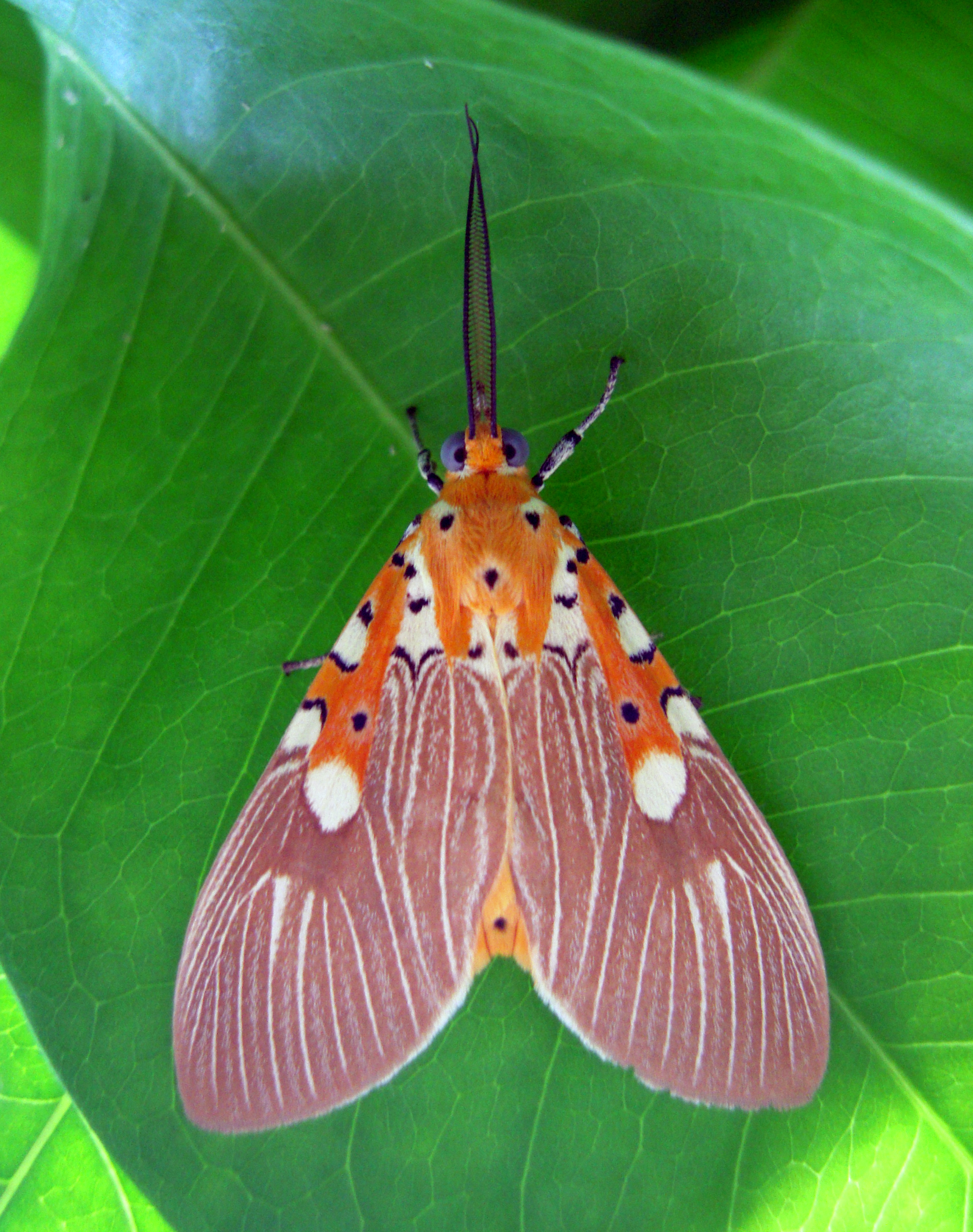